# یلوه هونین
یلوه هونین (نام علمی: Laterallus tuerosi) نام یک گونه از سرده یلوه‌های کوچک است.